# Emishi
El término emishi (蝦夷?) se utilizaba en Japón (antes del siglo VII escrito como 毛人) para designar a los habitantes del noreste de Honshū, en lo que hoy se conoce como la región de Tōhoku. Algunas tribus de esta región se opusieron y resistieron al gobierno de los emperadores de Japón a finales del período Nara y comienzos del Heian. Algunos historiadores contemporáneos aseguran que los emishi eran nativos descendientes de la cultura Jōmon y relacionados con los ainu. La diferencia étnica de los habitantes de Yamato con los emishi no está en duda, pues los emishi hablaban un lenguaje muy diferente que los eruditos no han podido reconstruir (sin embargo, el docto Harutsugu Yamaura ha propuesto una relación del dialecto de Kesen como un idioma diferente del japonés con una notable influencia del idioma ainu o el emishi.)

## Origen de la palabra "emishi"

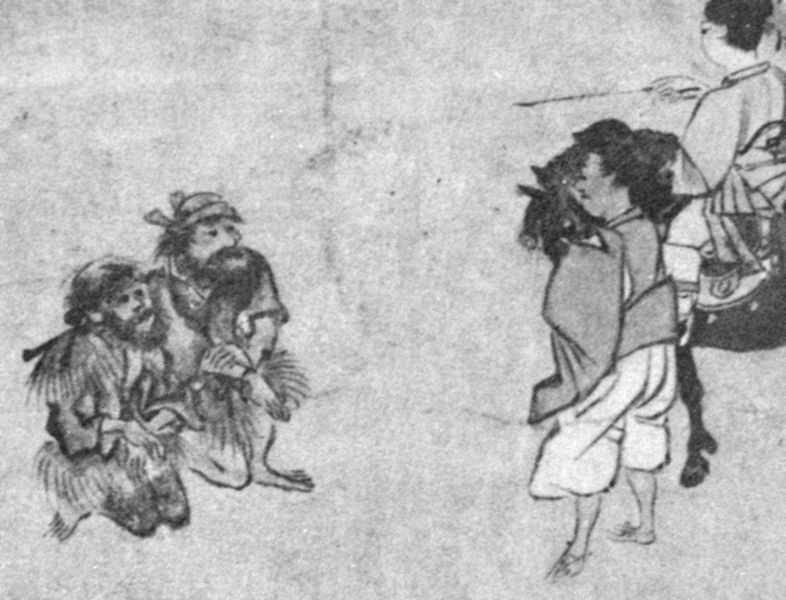
Emishi rindiendo homenaje al Príncipe Shotoku. Producido en 1324, basado en Shotokutaishi e-den e-maki, fabricado en 1069.

La primera mención de este pueblo fuera de Japón es en el libro chino Song Shu, donde se refiere a "55 reinos (国) de gente peluda (毛人) del este..." Los japoneses usaron los mismos kanjis para describirlos, pero cambiaron su lectura de kebito o mojin a emishi. Más adelante los kanjis cambiaron a 蝦夷. 

## Conquista
Los emishi estaban formados por muchas tribus, algunas aliadas de los japoneses (fushu, ifu), mientras que otras permanecieron hostiles (iteki). Los emishi del noreste de Honshū dependían de sus caballos durante el combate, por lo que desarrollaron un sistema único de ataque y huida por medio de arqueros montados, que era muy efectivo contra el lento ejército imperial japonés de esa época, compuesto casi exclusivamente por infantería pesada, esta estrategia de caballería pesada contrasta con las técnicas de combate de los ainu de Hokkaido que no tenían caballería y luchaban con arcos y lanzas. Los primeros intentos de subyugar a estas tribus fueron un fracaso, puesto que la técnica de guerra de guerrillas empleada por los emishi era superior.
Destaca también el liderazgo de los caudillos Aterui y More en la Guerra de los 38 años (774-812 d.C) que consiguieron generar numerosas pérdidas al ejército del emperador Kanmu por ejemplo durante la batalla de la aldea de Sufuse a orillas del río Kitakami que generó una pérdida de al menos 1000 soldados de infantería pesada que se ahogaron en el río. Otro ataque en el año 795 tampoco tuvo éxito y no fue hasta 801 que ningún general japonés pudo afirmar que había tenido éxito contra los Emishi.
En ese año, Sakanoue no Tamuramaro, quien anteriormente había sido designado para los cargos de Delegado Supervisor de Michinoku e Ideha y Gobernador de Michinoku, General de la Guardia de la Paz y Gran General de la Conquista de los Bárbaros del Este (Sei-i Taishōgun), recibió un encargo del emperador Kanmu para subyugar a los Emishi. Él y sus 40 000 soldados tuvieron cierto éxito cuando informó al emperador el 27 de septiembre: "Conquistamos a los rebeldes Emishi". Pero aún así los líderes Emishi, Aterui y More, eludieron la captura. En 802, Tamuramaro regresó a Michinoku y construyó el Fuerte Isawa en el corazón del territorio Isawa (Territorio de la tribu Emishi de Aterui).
Para el 15 de Abril del 802 Aterui y More con unos 500 guerreros se rindieron, siendo llevados a Moriyama en la provincia de Kawachi (Al oeste, en el núcleo de influencia de los yamato) y ejecutados en el año de 802. Aparentemente el emperador Kanmu no quiso ejecutarlo en Kyoto debido a la superstición de la Puerta del Demonio del Noreste (kimon) de Onmyōdō, entonces habría sido un intento del Emperador Kanmu de proteger la Capital contra el fantasma de Aterui. La cabeza del rey Aterui fue enterrada en Katano-jinja, un santuario que pudo haber estado vinculado con los antepasados de Aterui, por el shōgun Sakanoue no Tamuramaro, por respeto a su enemigo. 
La ejecución de Aterui conllevó al fin de la resistencia Emishi, o al menos con la misma fuerza que la había caracterizado. Con la conquista Yamato de Tôhoku, algunos líderes Emishi se asociaron a la nobleza extranjera emparentando sus linajes. Por otra parte, algunas familias locales japonesas (Gôzoku) como el Clan Abe, el clan Kiyohara y los Fujiwara del norte tomaron el papel de recaudadores de impuestos de estos nuevos súbditos, ya que el emperador no ejercía una influencia directa en estos lejanos territorios.

## En la cultura popular
- En la película La princesa Mononoke del director japonés Hayao Miyazaki, el protagonista, Ashitaka, es un príncipe emishi que contrae una maldición luego de que su aldea fuera atacada por un Tatarigami, un demonio surgido de la ira de un dios jabalí llamado Nago. En las primeras secuencias de esta película se puede apreciar parte de la cultura emishi, principalmente en las vestimentas y la arquitectura.
- La historia del Emishi Aterui se ha plasmado en muchas obras de teatro y en un anime (Aterui el Segundo). En enero de 2013, se estrenó la dramatización de la vida de Aterui, Fiery Enmity: Hero of the North (火怨・北の英雄 アテルイ伝), protagonizada por Takao Osawa en el papel principal, que se transmitió por NHK. Aterui también es un personaje secundario en Shin Teito Monogatari, la precuela de la exitosa novela histórica de fantasía Teito Monogatari (Hiroshi Aramata).